# Laughlin, Nevada
Đã đưa tham số không hợp lệ vào hàm {{#coordinates:}}
Laughlin là một cộng đồng dân cư thuộc quận Clark, tiểu bang Nevada, Hoa Kỳ. Theo điều tra dân số của Cục điều tra dân số Hoa Kỳ năm 2000, cộng đồng này có dân số 7076 người. Laughlin là một cảng nằm bên sông Colorado, 152 km về phía nam Las Vegas.